# Metetí
Metetí város Panamában, Darién tartományban, Pinogana körzetében található. Ez az utolsó nagyobb város Yaviza előtt a Pánamerikai főútvonalon. Lakói többsége Chiriquí tartományból valósi. A településen belül van egy bank ATM-mel, benzinkút, hotel, rendőrőrs és néhány étterem.

## Fordítás
- Ez a szócikk részben vagy egészben  a   Metetí című angol Wikipédia-szócikk fordításán alapul.  Az eredeti cikk szerkesztőit annak laptörténete sorolja fel. Ez a jelzés csupán a megfogalmazás eredetét és a szerzői jogokat jelzi, nem szolgál a cikkben szereplő információk forrásmegjelöléseként.